# 王寓 (前燕)
王寓，新興郡人，五胡十六国時代前燕人物。
王寓在鮮卑慕容部大人慕容皝属下担任督護。
334年十二月，慕容仁反叛慕容皝，派兵攻打新昌。被守卫新昌的寓击退，于是迁徙新昌入襄平。
337年9月，慕容皝建立前燕，任命王寓为太僕。后来转任長史。
342年十一月，燕王慕容皝亲自率兵四万攻打高句麗。慕容皝亲率大军走南道，以建威将軍慕容翰、平狄将軍慕容霸为前鋒，王寓率兵一万五千通北道。他在北道被高句麗击敗，南道获勝的慕容皝于是停止追击。